# 85式重机枪
85式重机枪（正式名称：85式12.7 毫米高射机枪）是一款中国湖南兵器资江机器责任有限公司（国营九六五六厂）第二代自行研制及生产的重機槍，是77式重机枪的“产品改良”版本，发射12.7×108毫米俄罗斯口徑（.50俄羅斯或54式12.7毫米重机枪弹）步枪子彈。

## 概述
85式重机枪是在77式重机枪的基础上简化机构，进一步减少质量而成的，两者的核心部件和性能基本不变。仍然是采用直噴式自动原理，鱼鳃板撑板式闭锁和滑脱开锁式闭锁机构。也具有相似的表面凹槽的枪管和圆筒形機匣外形，但是枪口制退器的外形则改为大型双室式。双程杠杆机构供弹机仍然是采用60发开式弹链节／箱供弹，平射瞄准具为准星照门式，立框式标尺；高射瞄准镜为简易光学缩影环形瞄准镜，放大倍率为2倍。
85式重机枪与77式之间的差异是它的击发机构，85式重机枪的击发机构设计参考了捷克生产的ZB53式重机枪的击发机构，而且设计成一个安装在機匣后面的独立模块。握把向左右水平式伸出，外形也和77式有较大区别，是一个明显识别标志。
85式重机枪作既可安装在载具上作为车载机枪使用，也可安装在三脚架上使用，需要时还可与77式一样加装管状肩托。85式重机枪比起77式的三脚架重量更轻，而且弹性好，很好地承担了射击时枪身的后座、前衝能量，确保了射击时枪身的稳定。由于三脚架更轻，而枪身的重量也比起77式有所减轻，因此全枪重量比77式轻得多。

## 衍生型
W-95式重机枪：85式重机枪的 12.7×99毫米北約（.50 BMG）口徑版本。

## 使用國
| 國家                   | 組織名稱               |
| ---------------------- | ---------------------- |
| 中华人民共和国（曾用） | 中国人民解放军（曾用） |
| 尼泊尔                 | 尼泊爾軍隊             |

## 流行文化

### 电子游戏
- 2005年—：安裝在98式主戰坦克（乘員武器）、NJ2046中型越野載具（乘員武器）、FAV步兵戰鬥車（中国陣營，乘員武器）和直-8運輸直升機（第2及第3乘員武器）以上並且由中国人民解放军所使用。
- 2005年—《真實計劃》：安裝在直-8運輸直升機、98式主戰坦克（指揮官指令）、FAV步兵戰鬥車（中国陣營，乘員武器）和重機槍巢穴以內的三腳架上並且由中国人民解放军所使用。
- 2005年—：安裝在98式主戰坦克（乘員武器）、FAV步兵戰鬥車（中国陣營，乘員武器）和武直-9武裝直升機（第2及第3乘員武器；但異說是迪龍M134D「迷你砲」）以上並且由中国人民解放军所使用，以1,000發彈鏈供彈。
- 2011年—：藉由遙控武器系統安裝在ZTZ-99主战坦克以上並且由朝鮮人民軍所使用，亦可被主角前美国海军陆战队航空兵飛行員羅伯特·雅各布斯（Robert Jacobs）所繳獲。
- 2013年—：藉由遙控武器系統安裝在99式主戰坦克（乘員武器）、ZBD-09步兵战车（乘員武器）和ZFB-05东风猛士（乘員武器）以上並且由中国人民解放军所使用（在LYT2021的重機槍架設位置上搭載的則是QJZ-89），單人模式之中亦可被美国海军陆战队精英小隊「墓碑」隊長丹尼爾·雷克（Daniel Recker）所繳獲。

## 資料來源
- （简体中文）—D Boy Gun World（槍炮世界）—85式/W95式高射机枪（页面存档备份，存于）
- （简体中文）—《轻兵器》—
  - 中国1985年式12.7mm高射机枪[]
  - 国产85式12.7mm高射机枪（页面存档备份，存于）

## 外部連結
- （简体中文）—中国论文网—提高85式12.7mm高射机枪综合质量的有效措施
- （英文）—Modern Firearms—Type 85 heavy machine gun（页面存档备份，存于）
- （英文）—Chinese Infantry Heavy Weapon & Small Arms | China Defense Mashup